# Dark Blood
Dark Blood ist ein US-amerikanisch-niederländisches Filmdrama von George Sluizer. Der Film wurde im Jahr 1993 gedreht, blieb aber wegen des Todes von Hauptdarsteller River Phoenix lange unvollendet und erschien erst im Jahr 2012.

## Handlung
Harry und seine Ehefrau Buffy sind unterwegs in den Flitterwochen, als ihr Auto, ein Bentley, mitten in der Wüste stehen bleibt. Buffy erkennt in der Ferne ein Licht und während ihr Ehemann am Auto bleibt, geht sie diesem entgegen. Buffy trifft dort auf einen jungen Witwer, der dort in einem kleinen Haus lebt. Der junge Mann bietet sofort seine Hilfe an.
Während das Auto des Ehepaares im Nachbarort repariert wird, bleiben Buffy und Harry im Haus des jungen Mannes. Buffy und der junge Mann kommen sich während dieser Zeit etwas näher.
Harry glaubt jedoch, dass irgendetwas nicht mit rechten Dingen zugeht. Der junge Mann scheint die Reparatur des Autos und damit auch die Abreise zu verhindern. Später muss auch Buffy erkennen, dass der junge Mann sie beide wahrscheinlich nicht abreisen lässt. Harry und Buffy versuchen zu fliehen.

## Hintergrund
Der Film Dark Blood wurde ursprünglich im Jahr 1993 gedreht. Während der Dreharbeiten starb der Hauptdarsteller River Phoenix an einer Überdosis Drogen, der Film konnte nicht fertiggestellt werden. Am 18. November desselben Jahres beschloss die Produktionsfirma, den Film endgültig auf Eis zu legen.
Wie George Sluizer bei der Berlinale-Pressekonferenz 2013 erzählte, gelang es ihm viele Jahre später, das in London eingelagerte, unbearbeitete Filmmaterial vor der Vernichtung zu bewahren. Nach einer schweren Erkrankung nahm er im Jahr 2012 die Arbeit am Film wieder auf. Mittels der niederländischen Crowdfunding-Website Cinecrowd wurden insgesamt 17.513 Euro von 69 Spendern gesammelt, die für die Fertigstellung des Films genutzt wurden. Die Spender erhielten für ihre Spenden u. a. Dankesgeschenke, wie eine limitierte DVD.
80 % des Filmes waren bereits 1993 fertig. Die restlichen fehlenden Szenen wurden via Voice-over des Regisseurs George Sluizer hinzugefügt. Dieser erklärt, was in den fehlenden Szenen vor sich geht. Sluizer verglich den Film mit einem Stuhl mit drei Beinen. Das vierte Bein würde immer fehlen, aber der Stuhl könnte trotzdem stehen.
Am 27. September 2012 wurde Dark Blood zum ersten Mal einem öffentlichen Publikum auf dem Niederländischen Filmfestival präsentiert. Es folgte eine Vorführung auf mehreren internationalen Filmfestivals. In Japan wurde Dark Blood im Kino gezeigt. 2014 wurde bekannt gegeben, dass Dark Blood in den Vereinigten Staaten per Video-on-Demand erscheinen soll. Außerdem soll der Film auch in Brasilien, Südkorea und der Türkei veröffentlicht werden.
In Deutschland wurde der Film unter anderem auch auf den Internationalen Filmfestspielen in Berlin gezeigt. Am 13. Juli 2017 kam der Film mithilfe der Verleihfirma missing films in die deutschen Kinos. Am 26. Januar 2018 erschien er in Deutschland als DVD.